# 新左近川親水公園
新左近川親水公園（しんさこんがわしんすいこうえん）は、東京都江戸川区臨海町の新左近川河川敷にある親水公園。同公園は、全長750 m・面積170,000 m2と東京ドームに換算して約4個分にもなる広大な公園である。

## 園内の管理
株式会社日比谷アメニスは、新左近川親水公園および総合レクリエーション公園の指定管理者として江戸川区より指定を受けており、2023年（令和5年）4月1日より本公園の管理運営業務に取り組んでいる。これまでに蓄積されたノウハウを積極活用することにより、管理運営体制を構築し、快適な公園環境の提供に努めている。

## 園内の施設

### 遊具設備
園の北側には遊具が設置されているエリアがあり、子ども達の人気を集めている。中でもロングスライダーは川の対岸から見ても存在感あるサイズで、来園者の目を引く。滑り台の降り口にはゴム製のマットも敷かれており、安全性にも配慮されている。また、ロングスライダーのすぐ横には幼い子どもが遊べるロッキング遊具も設けられている。
他にも大きな複合遊具があり、波打つようなすべり台と低くて緩やかな滑り台の2種類があり、幼児から小学生まで楽しむことができる。大人が楽しめる健康遊具も用意されていて、全ての年代で体力づくりに取り組める。

### RIVERSIDE BBQ NISHIKASAI
西葛西エリアで以前から親しまれてきた公園型BBQをより手軽に楽しめむための施設。施設内には3種類のエリアが設けられ、最新グリルを完備した「オアシスラウンジ」、リバーサイドを感じられる「グリルピット」、そして自然の中でBBQが楽しめる「バーベキューヤード」が揃っている。

### カヌー場
（この節の出典：）
|  | - 多目的カヌー場：初心者がカヌーに親しむためのカヌー場（レンタルカヌーも用意） - カヌースラローム場：200メートルの静水面スラローム場・ゲート20個設置可能 - カヌースプリント場：直線200メートル2レーン - カヌーポロ場：コート3面（縦35メートル×横23メートル）・フロート式ゴール3組 - 管理棟：事務室（受付窓口）・バリアフリートイレ・男女及び障がい者用更衣室・シャワー室 |

園内の紹介
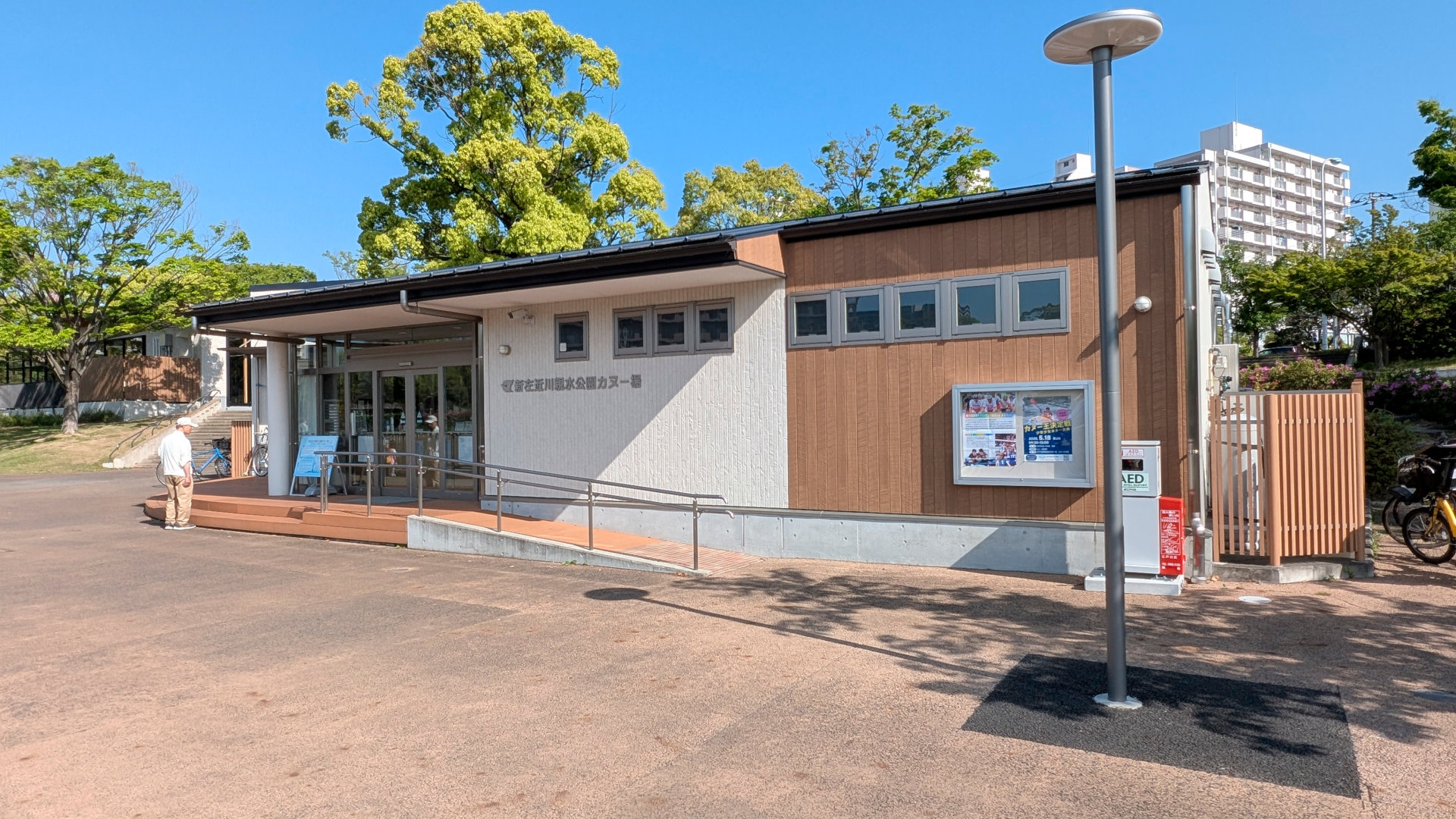
カヌーの管理棟
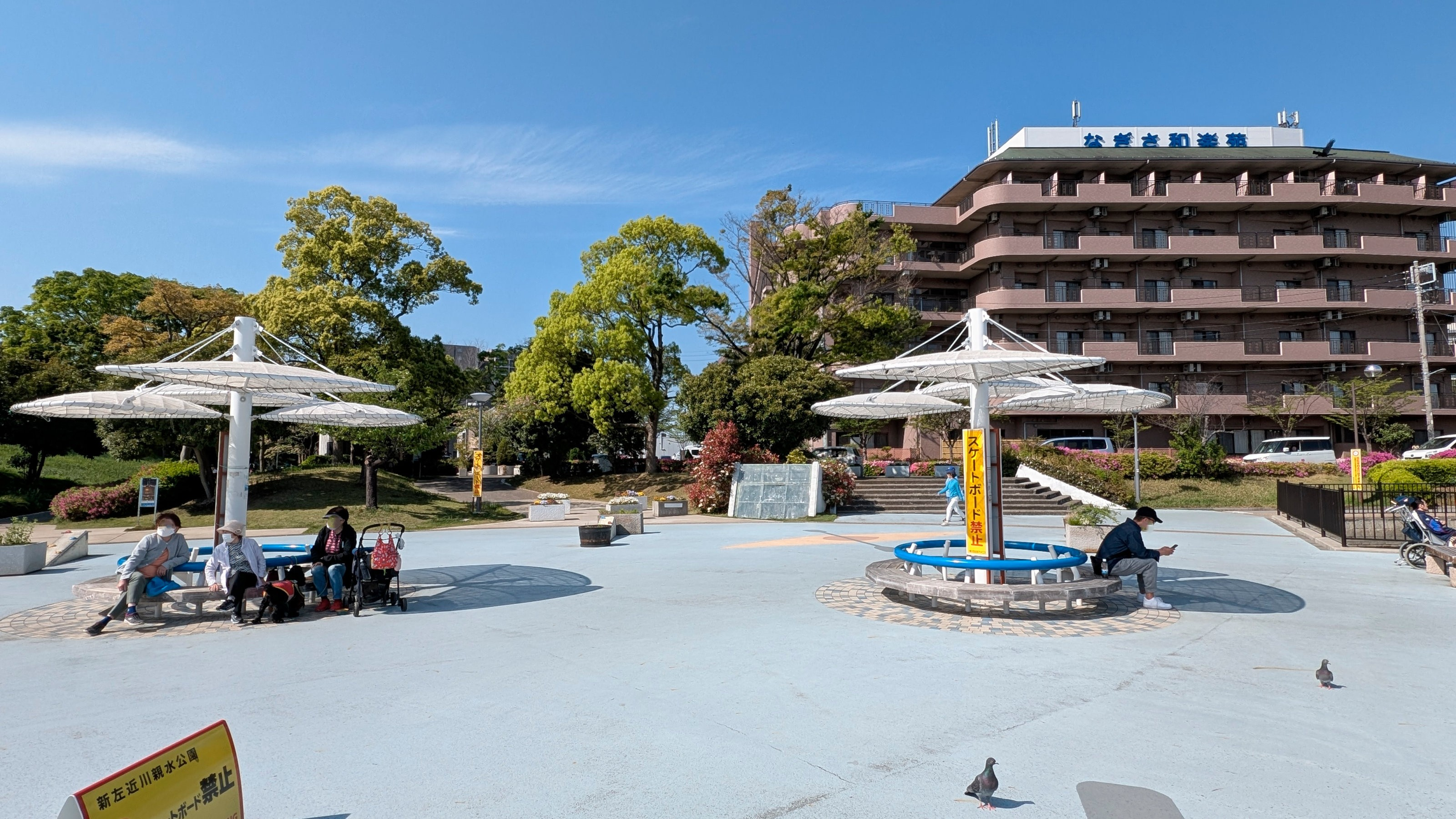
多目的カヌー場前の広場
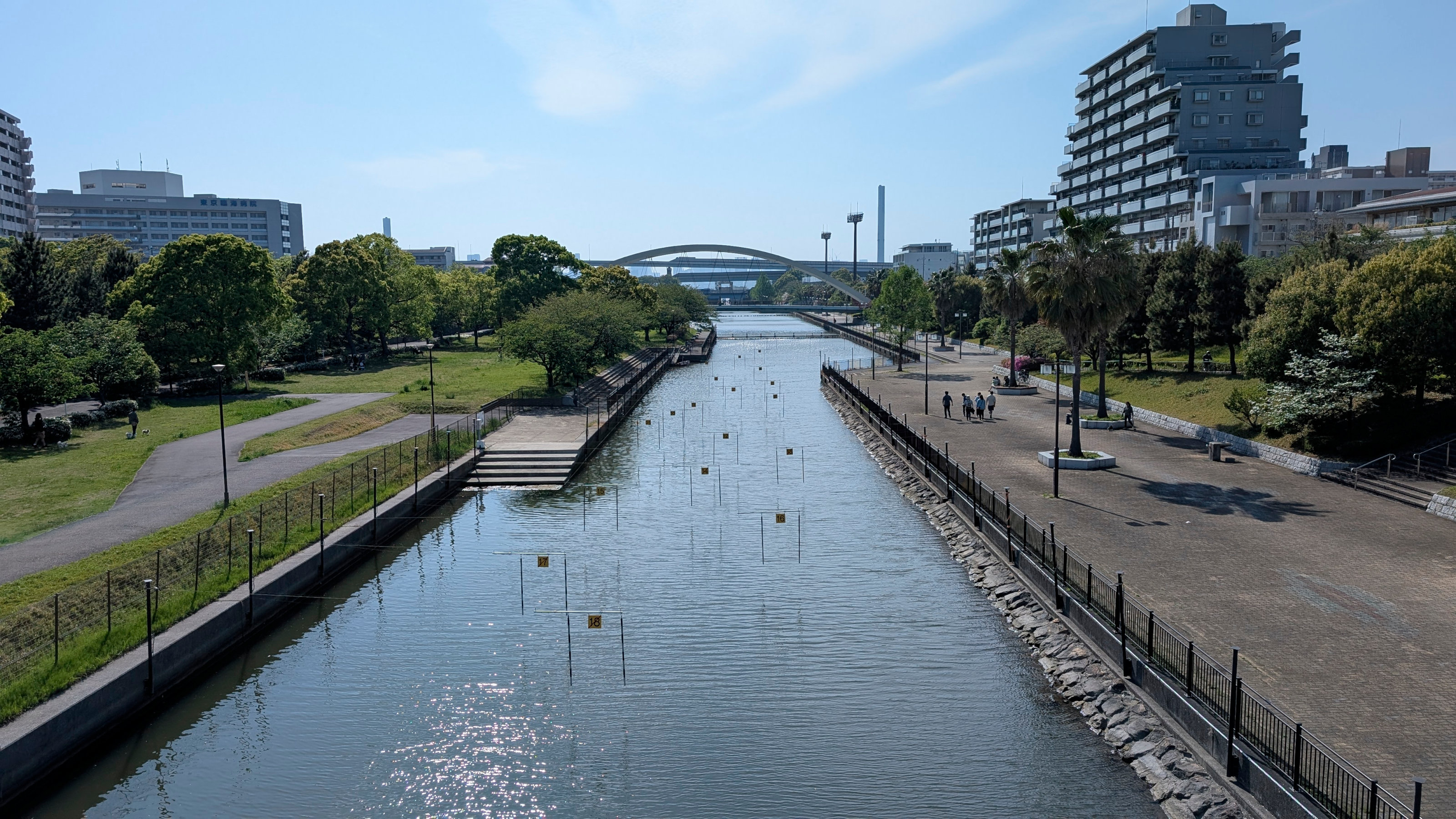
奥に「つばさ橋」
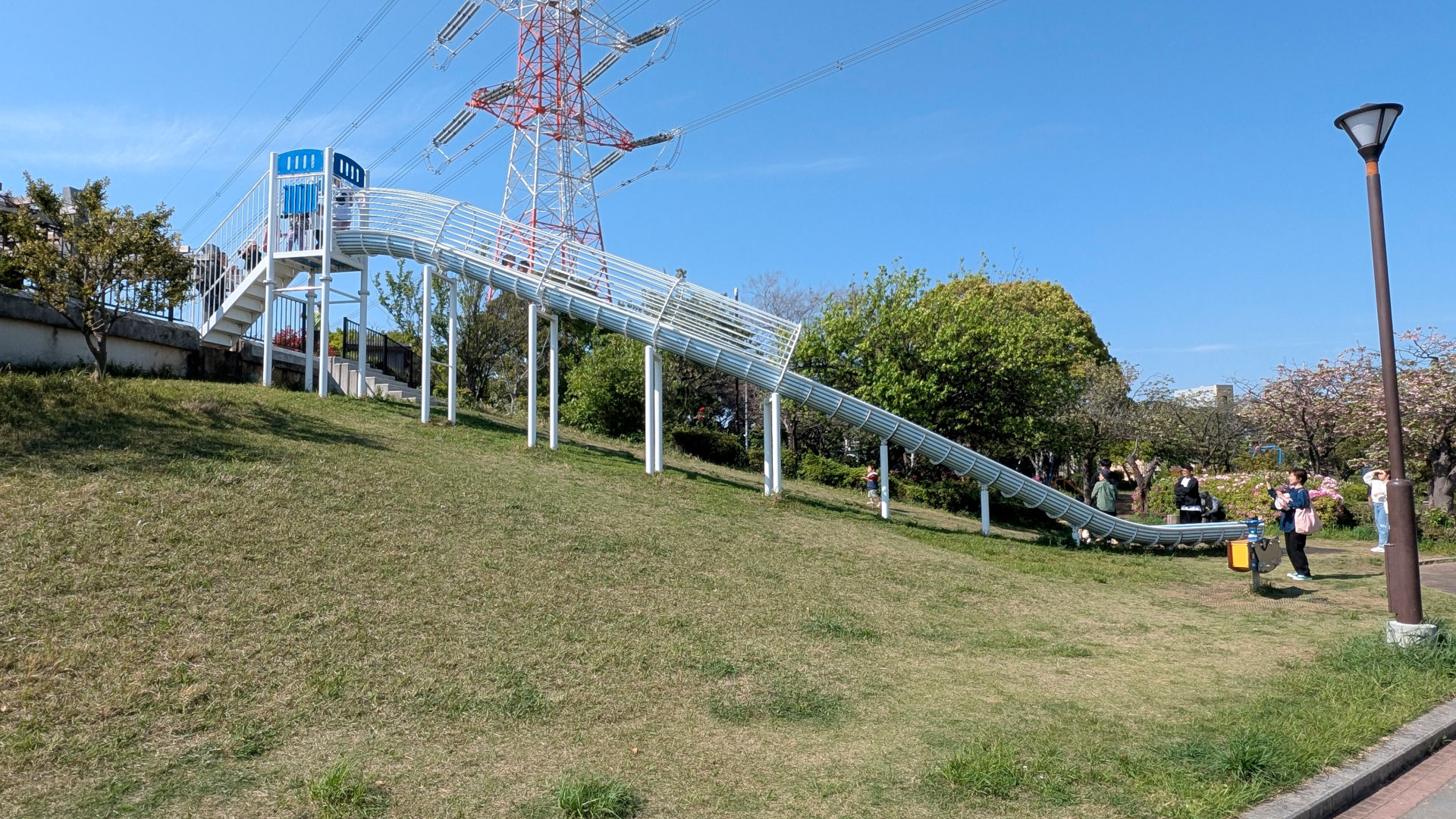
ロングスライダー
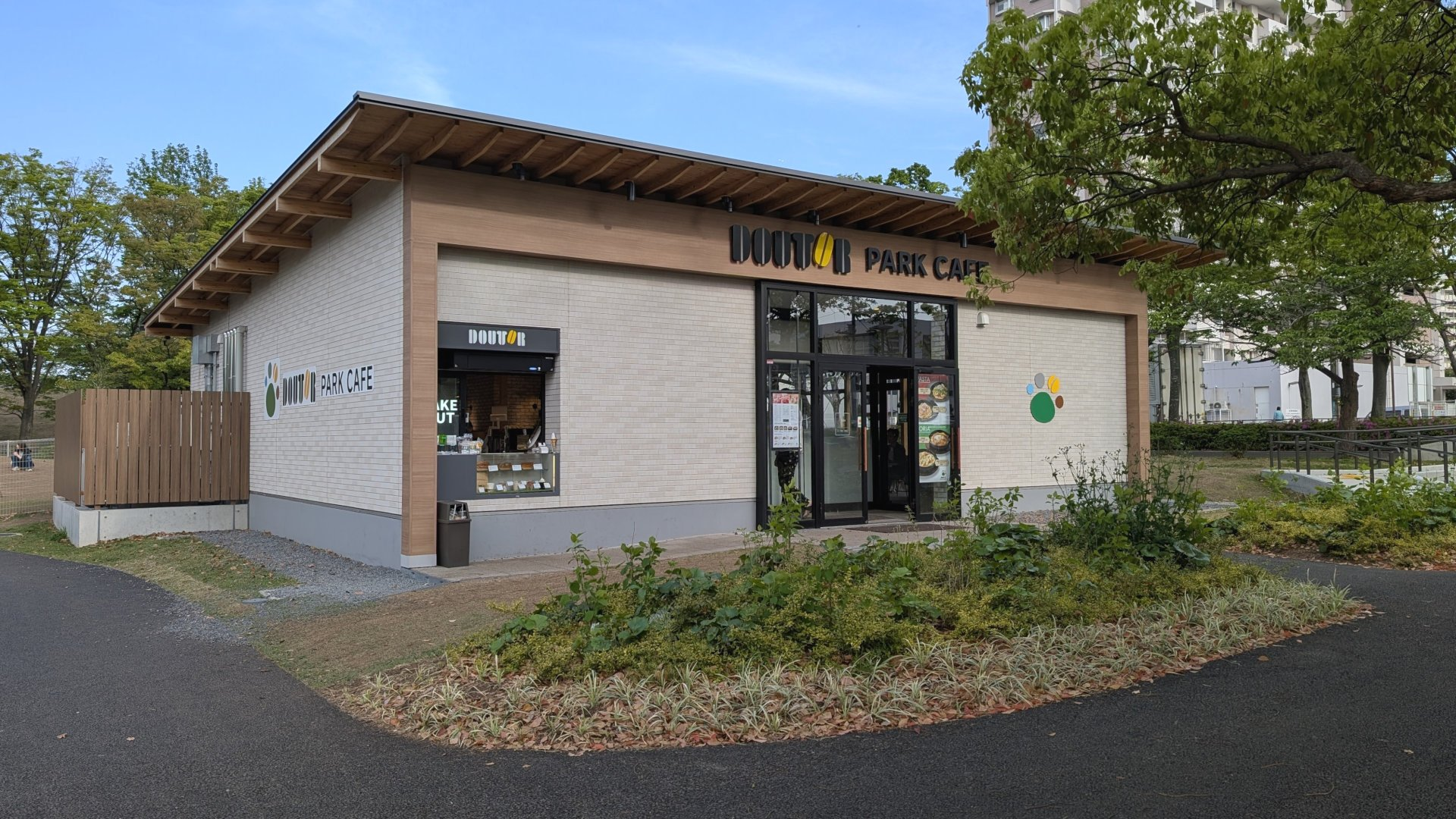
ドトールコーヒー・パークカフェ
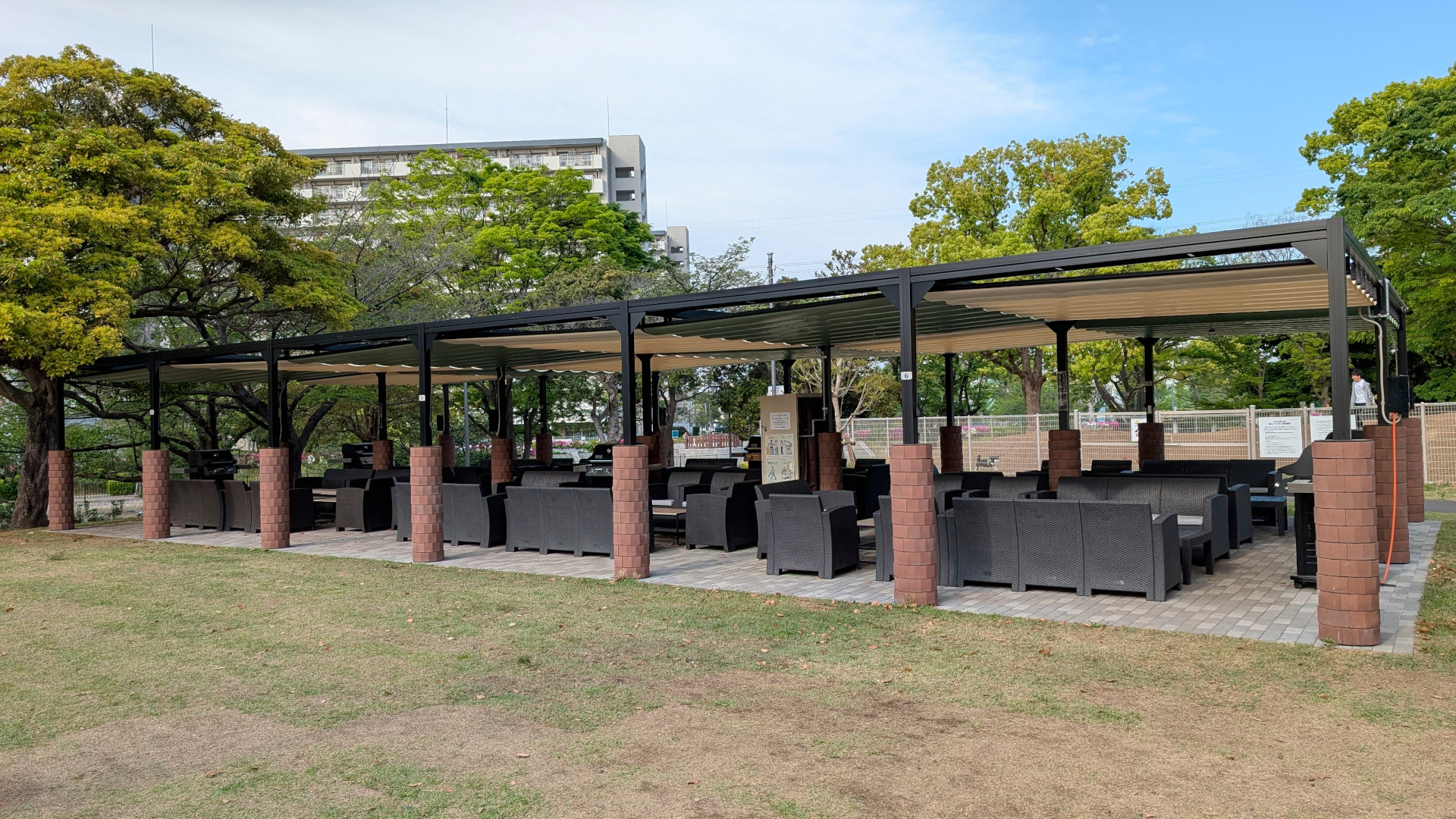
RIVER SIDE BBQ
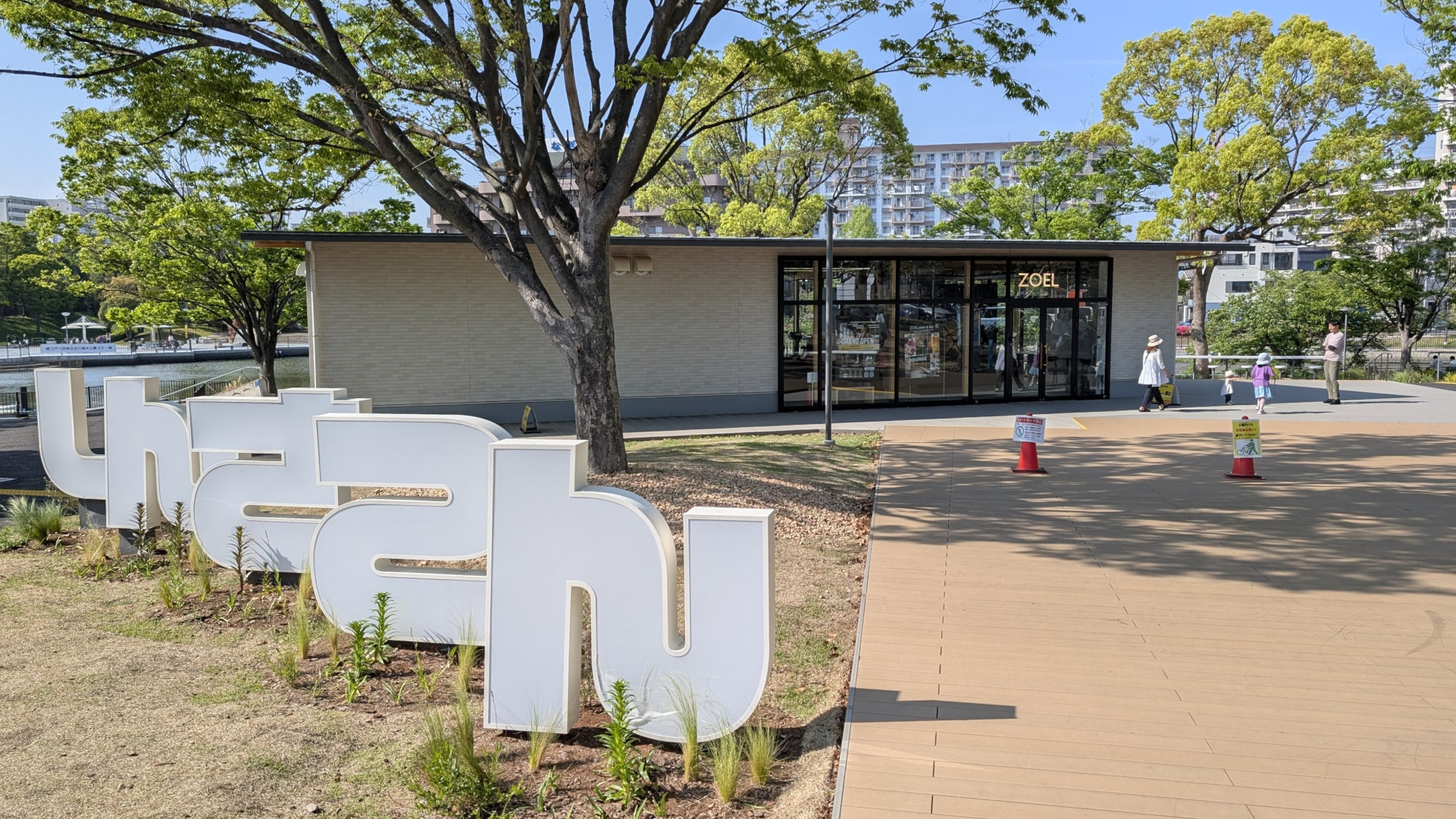
ZOEL新左近川親水公園
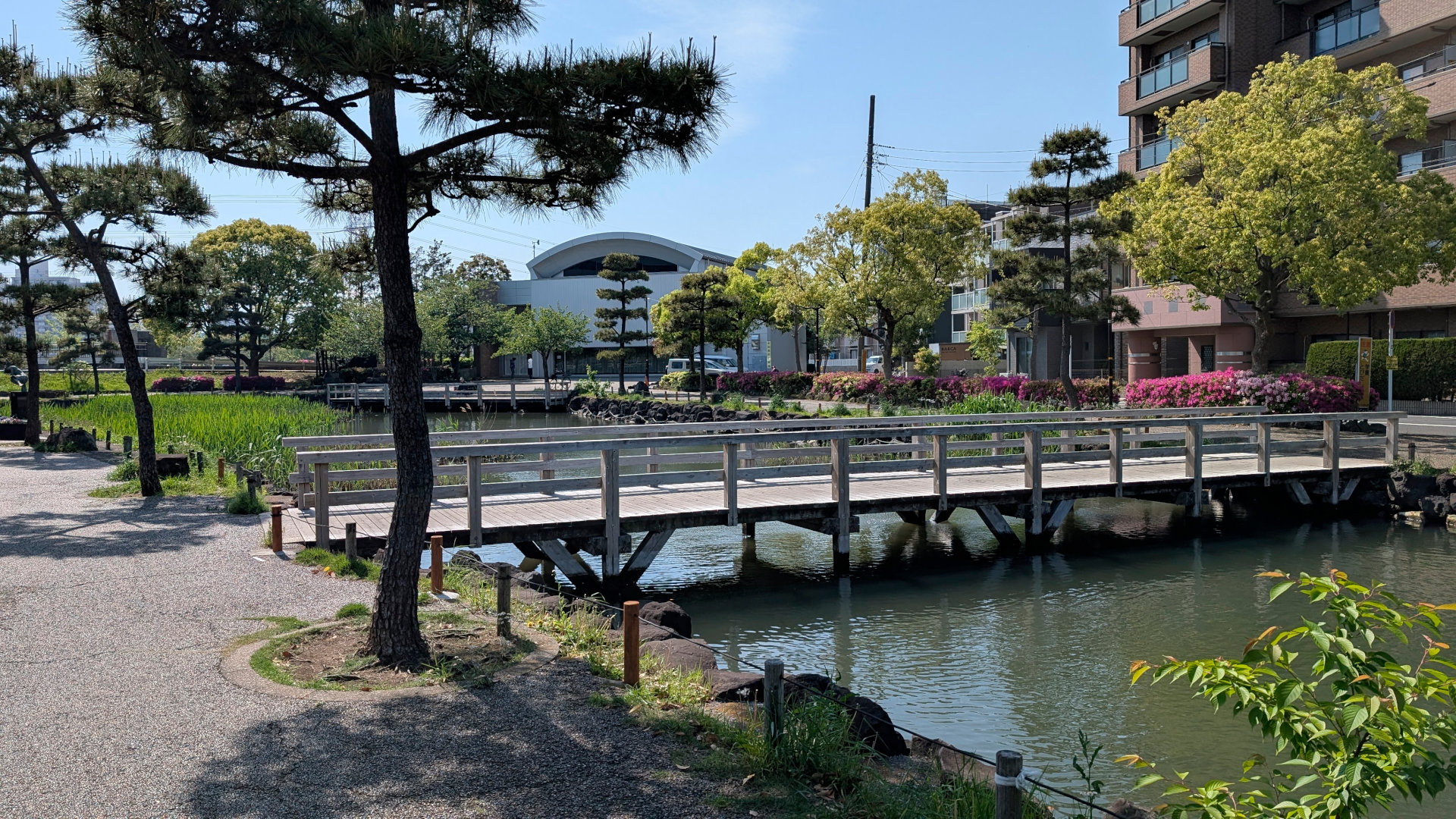
公園東端・新田コミュニティ付近

## Park-PFIによる運用
新左近川親水公園は総合レクリエーション公園とともにPark-PFIにより運用されている。これは都市公園において飲食店、ショップなどの公園施設を設置または管理する民間事業者を、公募によって選定する制度のことを指す。事業者が設置した施設から得られる収益の一部は、公園の整備費として還元されるものである。
この制度を利用し、国の補助金なども加えて、公園の整備にかかる費用を軽減することを目指している。

## Park-PFI事業への懸念
日本共産党区議団は、Park-PFI事業による公園リニューアルに反対する意見を述べてきた。区民の共有財産である公園を「稼ぐ公園」に変質していくことへの懸念からだ。新左近川親水公園のリニューアルも、ドッグランペットカフェについては近隣者から必要なしとする意見もあり、駐車場を広げデイキャンプ場を拡充するのは、遠くから人を呼び込むためではないかと懸念が起きている。誰もが安心して公園を利用できるスペースが減少してしまう。お金が必要な公園に変えていくのは残念。

## 交通アクセス
（この節の出典：）
バス
東京メトロ東西線「西葛西駅」から
- 都営バス〔西葛26〕葛西臨海公園駅行「臨海町二丁目団地前」下車
- 都営バス〔西葛27〕臨海町二丁目団地行「紅葉川高校前」または「臨海町二丁目団地」下車

車
環七南下葛西南高校交差点を右折し概ね100 m 右側一帯
駐車場
あり（3箇所）

## 周辺
- 総合レクリエーション公園
- 長島川親水公園
- 東京臨海病院
- 青森大学東京キャンパス
- なぎさ和楽苑